# Höfði
Höfði è un edificio situato nella località di Félagstún, nella zona nord di Reykjavík, in Islanda. Ha svolto un ruolo importante nella storia delle relazioni internazionali islandesi ed è famoso per essere stato la sede del Vertice di Reykjavík.

## Storia
L'edificio sorge nel luogo in cui il 26 giugno 1905 fu eseguito il primo collegamento radio che collegò l'isola al resto del mondo, tramite un'antenna Marconi. La comunicazione radio, fortemente voluta dal patriottico poeta Einar Benediktsson, avvenne con una postazione situata a in Cornovaglia.
La villa è stata costruita nel 1909 per ospitare il console francese Paul Brillouin, che fu inviato a Reykjavík per assistere i pescatori francesi che pescavano nelle acque d'Islanda, quando la nazione nordatlantica non aveva ancora ottenuto l'indipendenza dalla Danimarca.
Progettato e costruito in Norvegia, l'edificio è stato poi smontato e trasportato via nave in Islanda per essere riassemblato sul lungomare di Reykjavík. Presenta difatti stilemi del romanticismo norvegese, oltre che dello Jugendstil e dell'architettura neobarocca. Si ritiene che la nazionalità norvegese della moglie del console abbia avuto un ruolo importante nella scelta di importare una casa in legno dalla Norvegia. Il nome di Paul Brillouin è ancora scritto sopra la porta di ingresso della sala dei ricevimenti, a lettere d'oro insieme alla data di costruzione dell'edificio. La casa, con due piani e un seminterrato, presenta ampie stanze all'interno delle quali sono conservati importanti dipinti dei più famosi pittori islandesi. Dalle grandi finestre sul retro si gode di una splendida vista sul golfo Faxaflói e sul piccolo faro Höfði che nel 2019 vi è stato costruito sulle rive a pochi metri dalla casa. Il faro, necessario per sostituirne uno vicino la cui lanterna era in parte schermata dai nuovi palazzi, è stato disegnato sulla base del vecchio faro della città costruito a inizio '900. Höfði stessa è stata nel tempo circondata dalla città in espansione, ma ha conservato il suo grande giardino con un prato di quasi 2 ettari.
Dal 1913 al 1925 la casa è stata per 12 anni residenza del poeta Einar Benediktsson, la cui statua scolpita da Ásmundur Sveinsson dal 2015 può essere ammirata nel giardino insieme alla complessa scultura degli Öndvegissúlur, le colonne del trono di Ingólfur Arnarson, esploratore norvegese primo colonizzatore dell'Islanda. Dal 1925 al 1937 crebbe nella casa la pittrice Louisa Matthíasdóttir. 
Dal 1938 al 1951 Höfði è stata sede del consolato e poi dell'ambasciata britannica in Islanda; in questi anni visitarono tra gli altri la villa il primo ministro britannico Winston Churchill e l'attrice Marlene Dietrich.
Nel 1958 Höfði viene acquistata dalla Città di Reykjavík, che l'ha ristrutturata e utilizzata dal 1967 come la propria sede ufficiale per ricevimenti e summit diplomatici. Nell'autunno del 1986 vi si è tenuto lo storico Vertice di Reykjavík e nel 1991 ha ospitato un incontro ufficiale tra i rappresentanti delle Repubbliche baltiche e il governo islandese, che era stato il primo a riconoscerne l'indipendenza.
Il 25 settembre 2009 un incendio ha danneggiato il tetto della struttura; all'interno non c'erano persone e tutte le opere d'arte e gli oggetti di valore sono stati salvati.

### Vertice del 1986
Höfði è noto soprattutto per aver ospitato, tra l'11 e il 12 ottobre 1986, lo storico vertice tra il presidente americano Ronald Reagan e il segretario del PCUS Michail Gorbačëv, uno dei passi fondamentali nel processo che avrebbe portato alla fine della guerra fredda. All'interno dell'edificio, le due bandiere sovietica e statunitense sono unite per commemorare l'evento, e all'esterno è stata simbolicamente installata una sezione di 4 tonnellate del Muro di Berlino per ricordare che da Höfði iniziò a cadere.

## Galleria d'immagini

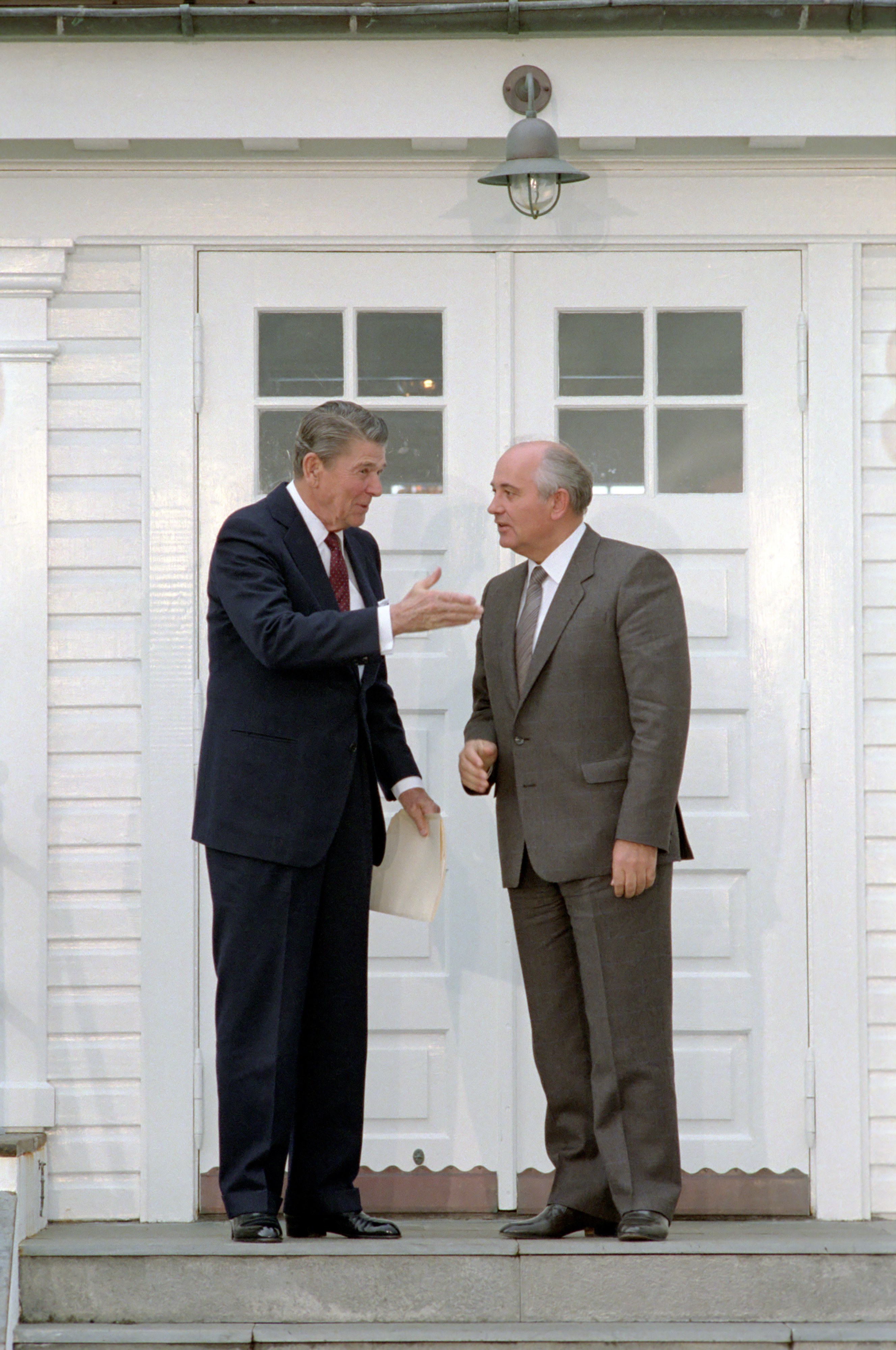
Reagan e Gorbačëv a Höfði
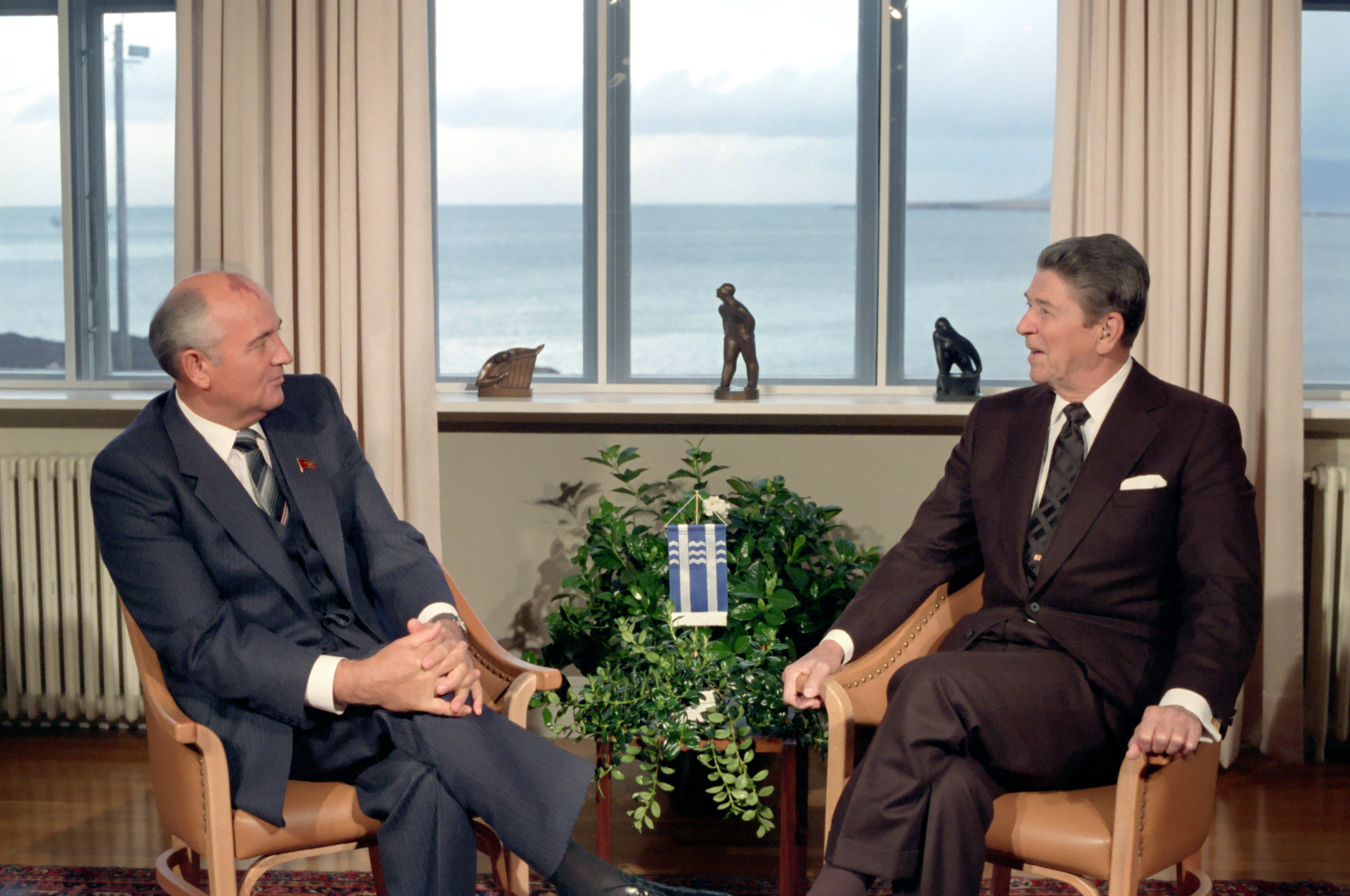
La sezione del Muro di Berlino con la casa sullo sfondo
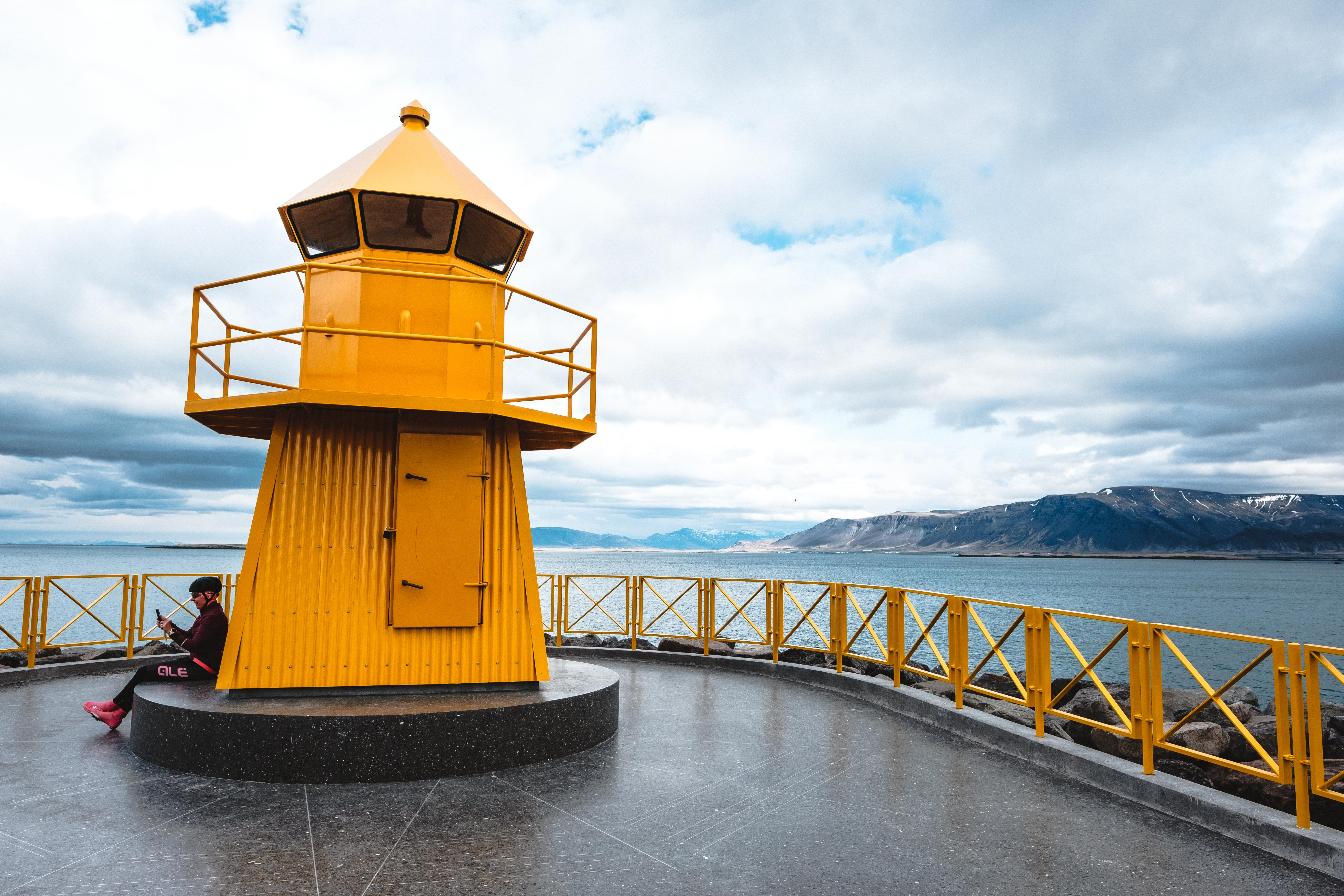
Faro Höfði